# Xian de Ci
Pour les articles homonymes, voir CI.
Le xian de Ci (磁县 ; pinyin : Cí Xiàn) est un district administratif de la province du Hebei en Chine. Il est placé sous la juridiction de la ville-préfecture de Handan.

## Démographie
La population du district était de 616 456 habitants en 1999.